# Viva Piñata (televíziós sorozat)
A Viva Piñata 2006 és 2010 között futott 3D-s számítógépes animációs vígjáték sorozat, amelyet Norman J. Grossfeld és Lloyd Goldfine alkotott. A sorozat a címadó pinatákról szól, akik Pinataföldön élnek. Különféle kalandokba keverednek az epizódok során. Fő céljuk, hogy megtöltsék magukat cukorkával - a gyerekek nagy örömére. A sorozatot Kanadában 2006. augusztus 26-a és 2009. január 18 között a YTV, majd a 4Kids, míg Magyarországon a Minimax mutatta be 2008-2009 táján.

## Szereplők
| Szereplő | Eredeti hang  | Magyar hang         |
| -------- | ------------- | ------------------- |
| Hudson   | Dan Green     | Czvetkó Sándor      |
| Paulie   | Rah Rah       | Barát Attila        |
| Fergy    | David Wills   | Pusztaszeri Kornél  |
| Franklin | Marc Thompson | Barabás Kiss Zoltán |
| Tina     |               |                     |

### Magyar változat
A szinkron a Minimax megbízásából a Subway Stúdióban készült.
- Bemondó: Endrédi Máté
- Magyar szöveg: Bogdán László
- Hangmérnők: Papp Krisztián, Jung Norbert
- Gyártásvezető: Bogdán Anikó
- Szinkronrendező: Götz Anna
- Produkciós vezető: Kicska László